# Benzene 1,2-diossigenasi
La benzene 1,2-diossigenasi è un enzima appartenente alla classe delle ossidoreduttasi, che catalizza la seguente reazione:
benzene + NADH + H+ + O2 ⇄ cis-cicloesa-3,5-diene-1,2-diolo + NAD+
Si tratta di un sistema enzimatico, contenente una reduttasi che è una ferro-zolfo flavoproteina (FAD), una ferro-zolfo ossigenasi ed una ferredossina. Richiede Fe2+.

## Ruolo biologico
Questo enzima partecipa alla degradazione del naftalene e dell'antracene. Ha 4 cofattori: FAD, Ferro, Zolfo e Ferro-zolfo.